# 羽田山
羽田山（はねだやま）は、茨城県桜川市の中央部に位置する標高170.3mの山である。筑波山地の西北端に位置する丸山の西にある同山地の離れ山。
南側山麓には、桜川市役所や市立大和中学校など、公共施設が集中している。

## 三角点
四等三角点
点名 羽田
緯度・経度 右に同じ
標高 170.25 m
所在地 茨城県桜川市大字本木字西山1234